# Konstantin Dubrovin
Konstantin Dubrovin (n. 4 ianuarie 1977, Kiev, RSS Ucraineană, URSS) este un înotător ce a reprezentat Germania, medaliat olimpic. A participat la o ediție a Jocurilor Olimpice (1996) în care a câștigat o medalie de bronz.

## Participări
Lista de mai jos prezintă principalele competiții la care a participat Konstantin Dubrovin de-a lungul carierei.
- swimming at the 1996 Summer Olympics – men's 4 × 200 metre freestyle relay[*]